# Aleksandra Stiepanowa
Aleksandra Nikołajewna Stiepanowa, ros. Александра Николаевна Степанова (ur. 19 sierpnia 1995 w Petersburgu) – rosyjska łyżwiarka figurowa, startująca w parach tanecznych z Iwanem Bukinem. Uczestniczka igrzysk olimpijskich (2022), dwukrotna wicemistrzyni Europy (2019, 2022), trzykrotna brązowa medalistka mistrzostw Europy (2015, 2018, 2020), mistrzyni świata juniorów (2013) oraz dwukrotna mistrzyni Rosji (2021, 2022).
Jej matka Jana była siatkarką, a ojciec Nikołaj łyżwiarzem szybkim. Ma młodszą siostrę Wasilisę (ur. 2019).

## Osiągnięcia
Z Iwanem Bukinem
| Zawody                                | 09–10          | 10–11          | 11–12          | 12–13          | 13–14          | 14–15          | 15–16          | 16–17          | 17–18          | 18–19          | 19–20          | 20–21          | 21–22          |                |                |                |                |
| Międzynarodowe                        | Międzynarodowe | Międzynarodowe | Międzynarodowe | Międzynarodowe | Międzynarodowe | Międzynarodowe | Międzynarodowe | Międzynarodowe | Międzynarodowe | Międzynarodowe | Międzynarodowe | Międzynarodowe | Międzynarodowe | Międzynarodowe | Międzynarodowe | Międzynarodowe | Międzynarodowe |
| ------------------------------------- | -------------- | -------------- | -------------- | -------------- | -------------- | -------------- | -------------- | -------------- | -------------- | -------------- | -------------- | -------------- | -------------- | -------------- | -------------- | -------------- | -------------- |
| Zimowe igrzyska olimpijskie           |                |                |                |                |                |                |                |                |                |                |                |                | 6              |                |                |                |                |
| Mistrzostwa świata                    |                |                |                |                |                | 9              | 11             | 10             | 7              | 4              | C              | 5              |                |                |                |                |                |
| Mistrzostwa Europy                    |                |                |                |                |                | 3              | 5              | 5              | 3              | 2              | 3              | C              | 2              |                |                |                |                |
| GP Finał Grand Prix                   |                |                |                |                |                |                |                |                |                | 4              | 4              |                |                |                |                |                |                |
| GP Cup of China                       |                |                |                |                |                |                |                | 3              |                |                |                |                |                |                |                |                |                |
| GP NHK Trophy                         |                |                |                |                |                |                | 4              |                |                |                | 2              |                |                |                |                |                |                |
| GP Rostelecom Cup                     |                |                |                |                |                | 5              |                |                | 3              | 1              |                |                |                |                |                |                |                |
| GP Skate America                      |                |                |                |                |                | 3              |                |                |                |                | 2              |                |                |                |                |                |                |
| GP Skate Canada International         |                |                |                |                | 8              |                |                | 5              |                |                |                |                |                |                |                |                |                |
| GP Internationaux de France           |                |                |                |                |                |                | 3              |                | 3              |                |                |                | 3              |                |                |                |                |
| GP Grand Prix Helsinki                |                |                |                |                |                |                |                |                |                | 1              |                |                |                |                |                |                |                |
| GP Gran Premio d’Italia               |                |                |                |                |                |                |                |                |                |                |                |                | 3              |                |                |                |                |
| CS Finlandia Trophy                   |                |                |                |                |                | 1              |                | 1              | 2              | 1              |                |                |                |                |                |                |                |
| Zimowa uniwersjada                    |                |                |                |                | 5              |                |                |                |                |                |                |                |                |                |                |                |                |
| Międzynarodowe: Kategorie młodzieżowe |                |                |                |                |                |                |                |                |                |                |                |                |                |                |                |                |                |
| Mistrzostwa świata juniorów           |                |                | 2              | 1              | WD             |                |                |                |                |                |                |                |                |                |                |                |                |
| JGP Finał                             |                | 3              | 3              | 1              |                |                |                |                |                |                |                |                |                |                |                |                |                |
| JGP we Francji                        |                | 1              |                |                |                |                |                |                |                |                |                |                |                |                |                |                |                |
| JGP w Japonii                         |                | 1              |                |                |                |                |                |                |                |                |                |                |                |                |                |                |                |
| JGP w Niemczech                       |                |                |                | 1              |                |                |                |                |                |                |                |                |                |                |                |                |                |
| JGP w Rumunii                         |                |                | 1              |                |                |                |                |                |                |                |                |                |                |                |                |                |                |
| JGP w Turcji                          |                |                |                | 1              |                |                |                |                |                |                |                |                |                |                |                |                |                |
| JGP we Włoszech                       |                |                | 1              |                |                |                |                |                |                |                |                |                |                |                |                |                |                |
| Memoriał Pavla Romana                 |                | 1 J            |                |                |                |                |                |                |                |                |                |                |                |                |                |                |                |
| NRW Trophy                            | 2 J            |                |                |                |                |                |                |                |                |                |                |                |                |                |                |                |                |
| Krajowe                               |                |                |                |                |                |                |                |                |                |                |                |                |                |                |                |                |                |
| Mistrzostwa Rosji                     |                |                |                |                | 6              | 3              | 3              | 2              | 2              | 2              | 2              | 1              | 1              |                |                |                |                |
| Mistrzostwa Rosji juniorów            | 7 J            | 4 J            | 2 J            | WD             | 1 J            |                |                |                |                |                |                |                |                |                |                |                |                |

## Programy
Aleksandra Stiepanowa / Iwan Bukin
| Sezon   | Taniec rytmiczny (RD) | Taniec dowolny (FD) | Pokazy mistrzów |
| ------- | --- | --- | --- |

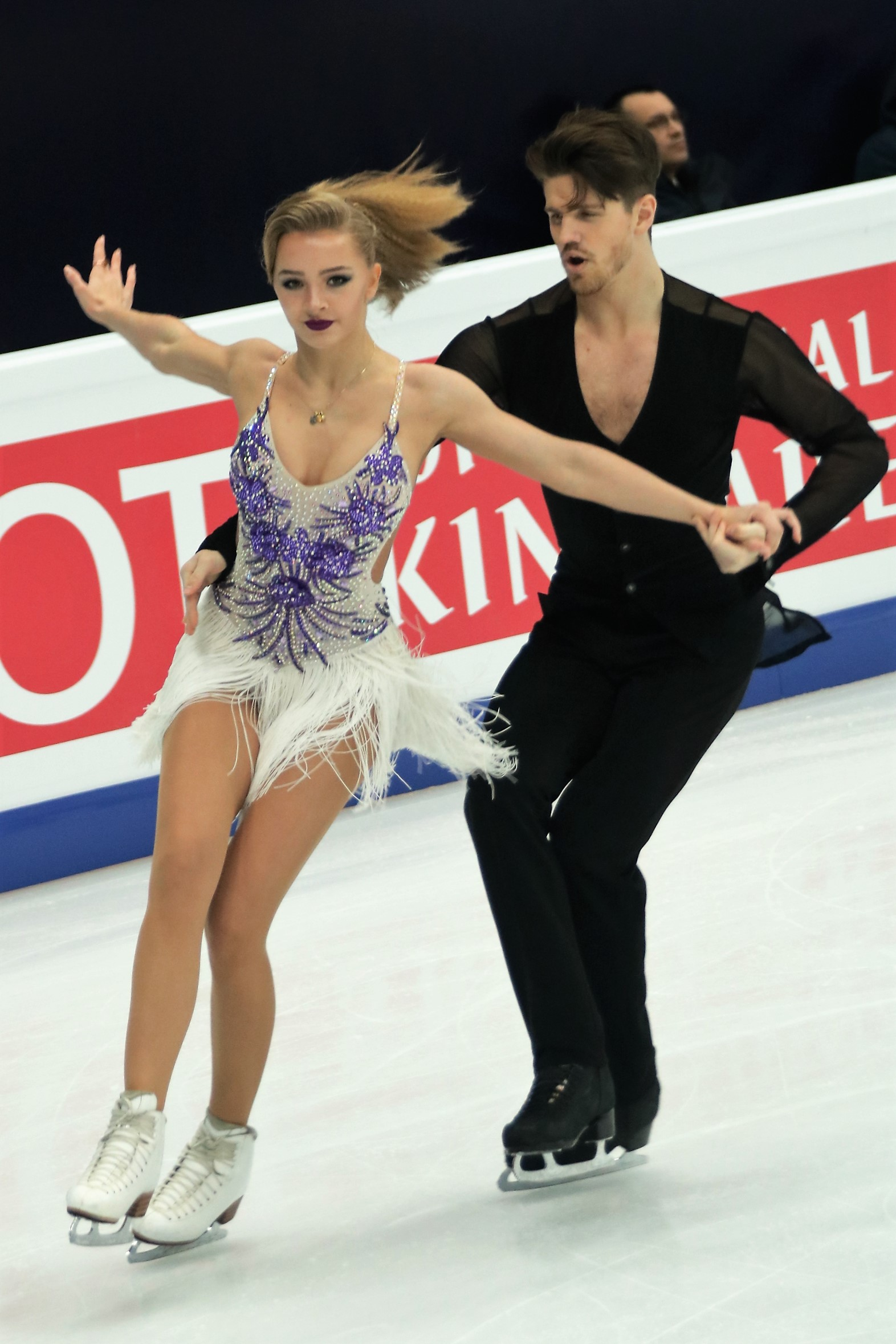
Taniec krótki Chandelier / Samba do Brasil (ME 2018)

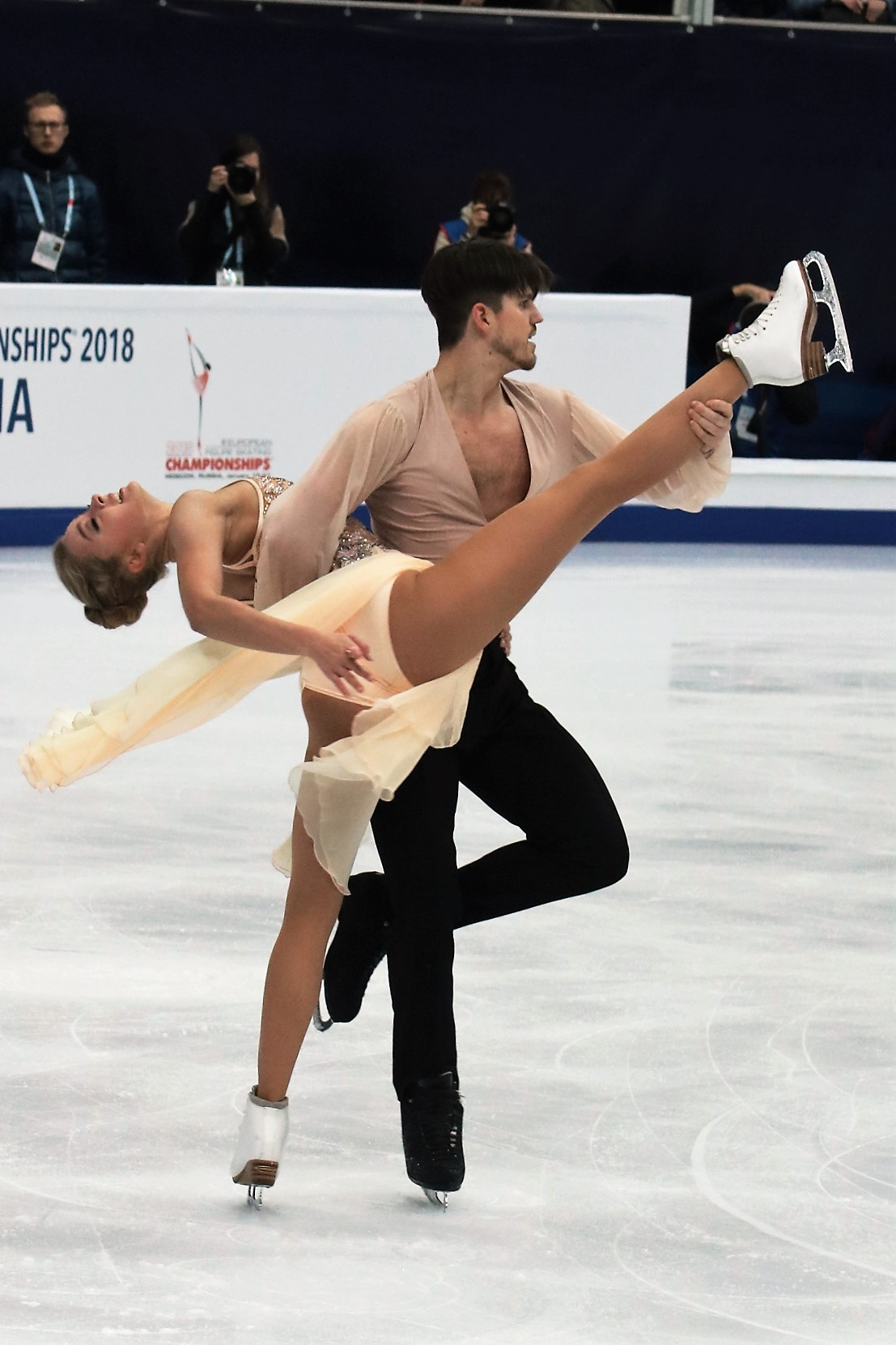
Taniec dowolny Love Story / Love's Dream (ME 2018)

| 2021–22 | - Hip Hop: Everybody (Backstreet's Back) – Apashe, Oski, Lennon Unofficial Remix - Blues: Monster – Shawn Mendes, Justin Bieber choreografia: Alona Samarska               | - We Have A Map of the Piano – Mum - A Time For Us (z Romeo i Julii) – Sarah Alainn, oryg. Nino Rota choreografia: Alona Samarska                                  | |
| 2020–21 | - Moulin Rouge! medley - Quickstep: Sparkling Diamonds – Nicole Kidman - Swing: The Show Must Go On – Ewan McGregor                                                        | - Primavera – Ludovico Einaudi - Cry Me a River – Justin Timberlake choreografia: Irina Żuk, Aleksandr Swinin                                                      | |
| 2019–20 | - Moulin Rouge! medley - Quickstep: Sparkling Diamonds – Nicole Kidman - Blues: Your Song – Ewan McGregor choreografia: Ilja Awierbuch, Jelena Maslennikowa                | - Primavera – Ludovico Einaudi - Cry Me a River – Justin Timberlake choreografia: Irina Żuk, Aleksandr Swinin                                                      | - Someone You Loved – Lewis Capaldi - Señorita – Shawn Mendes, Camila Cabello - 2U – David Guetta ft. Justin Bieber choreografia: Misza Ge |
| 2018–19 | - Paso doble: Malaguena – Blast - Tango: Tango Suite Part III – Al Di Meola - Tango: Carmen's Story – Édith Piaf                                                           | - Am I the One – Beth Hart choreografia: Peter Tchernyshev | - 2U – David Guetta ft. Justin Bieber choreografia: Misza Ge - Swiecza gorieła na stole – Ałła Pugaczowa                                   |
| Sezon   | Taniec krótki (SD) | Taniec dowolny (FD) | Pokazy mistrzów |
| 2017–18 | - Rumba: Espérame en el Cielo – Mayte Martín - Samba: L'Ombelico Del Mondo – Jovanotti - Rumba: Chandelier (Dj Maksy Rumba Remix) – Sia - Samba: Samba Do Brasil – Bellini | - Theme from Love Story - Love's Dream – Rick Wakeman - Liebestraum No. 3 in A-Flat Minor, S. 541 – Martin Jones, oryg. Ferenc Liszt                               | - Fight – Nick Howard - Sonata Księżycowa: No Me Castigues                                                                                 |
| 2016–17 | - Blues: At Last - Hip-hop: Bills – LunchMoney Lewis choreografia: Irina Żuk                                                                                               | - Libertango – Astor Piazzolla, aranż. E. Runge, J. Ammon - Verano Porteño – Astor Piazzolla - Primavera Porteña – Astor Piazzolla choreografia: Peter Tchernyshev | - All Alone – Geir Rönning ft. Robert Wells                                                                                                |
| 2015–16 | - Walc, fokstrot: The Stunt Man – Dominic Frontiere | - Rachmaninoff's Revenge – Freddie Mercury, Montserrat Caballé | - All Alone – Geir Rönning ft. Robert Wells                                                                                                |
| 2014–15 | - Paso doble: España cañí – Erich Kuenzel | - Eleanor Rigby – Joshua Bell, Frankie Moreno, oryg. The Beatles                                                                                                   | - I Surrender – Céline Dion |
| 2013–14 | - Quickstep: I Can't Touch It - Fokstrot: Sixteen Tons - Quickstep: Big and Bad                                                                                            | - Hansel & Gretel: Witch Hunters – Atli Örvarsson | |
| 2012–13 | - Swing: Swing, Swing, Swing - Blues: Boogie All Night Long | - Flamenco Boléro – Gustavo Montesano | - I Surrender – Céline Dion |
| 2011–12 | - Cha-cha: Caramelio - Samba: La Collegiala | - Live and Let Die – Paul McCartney | - Różowa Pantera – Henry Mancini |
| 2010–11 | - Walc: Faust Symphony – Ferenc Liszt - Tango: Tanguera – Sexteto Mayor | - Różowa Pantera – Henry Mancini | |
| Sezon   | Taniec oryginalny (OD) | Taniec dowolny (FD) | Pokazy mistrzów |
| 2009–10 | - Porushka-Paranya – Bering Strait | - Kiss of Fire – Caterina Valente | |